# Ahmad Mukhtar Baban
Ahmad Mukhtar Baban (arabiska أحمد مختار بابان), född 1900 i Bagdad, död 24 november 1976 i Bonn, Västtyskland, var en irakisk kurdisk politiker. Ahmad Mukhtar Baban var Iraks premiärminister mellan 18 maj och 14 juli 1958. Han efterträddes av Abd al-Karim Qasim.